# Kleingebiet Dabas
Das Kleingebiet Dabas (ungarisch Dabasi kistérség) war bis Ende 2012 eine ungarische Verwaltungseinheit (LAU 1) im Süden des Komitats Pest in Mittelungarn. Im Zuge der Verwaltungsreform gelangten Anfang Januar 2013 alle 10 Ortschaften in den nachfolgenden Kreis Dabas (ungarisch Dabasi járás), der noch um die Großgemeinde Bugyi aus dem Kleingebiet Gyál erweitert wurde.
Ende 2012 lebten auf einer Fläche von 498,68 km² 43.586 Einwohner. Die Bevölkerungsdichte lag mit 87 Einwohnern/km² unter dem Komitatsdurchschnitt.
Der Verwaltungssitz befand sich in der Stadt Dabas (16.506 Ew.). Zweitbevölkerungsreichste Ortschaft war die Stadt Örkény (4.836 Ew.).

## Ortschaften
| Dabas      | Hernád     | Inárcs           | Kakucs    | Örkény    |
| Pusztavacs | Táborfalva | Tatárszentgyörgy | Újhartyán | Újlengyel |